# Santos FC
Santos Futebol Clube, (kendt som Santos F.C. eller blot Santos, er en fodboldklub fra Santos i Brasilien.
Klubben blev grundlagt 14. april 1912 og vandt sit første delstatsmesterskab i 1935. Santos startede i blå- og hvidstribede trøjer, men skiftede efter få år til den sorte og hvide spilledragt, som Santos i dag spiller i.
Santos FC er især kendt for superstjernen Pelé, som startede i klubben som 15-årig og spillede i alt 17 år for klubben. De gyldne år med Pelé på holdet sikrede Santos en lang række titler, der stadigvæk i dag gør Santos til det mest vindende hold i brasiliansk fodbold. I tiden med Pelé vandt Santos to gange Copa Libertadores og to gange Intercontinental Cup i 1962 og 1963. Santos vandt i denne periode også 6 Brasilianske mesterskaber, hvoraf de 5 var i træk, 1961-65, hvilket intet brasiliansk hold siden har gjort efter. Santos har siden kun vundet det nationale mesterskab 2 gange, i 2002 og desuden med Robinho på holdet i 2004.
I 2005 scorede Geílson de Carvalho Soares klubbens mål nr. 11.000 i en kamp mod Club de Regatas Vasco da Gama. Neymar har været ungdomsspiller i klubben fra 2003-2009